# The Spiral
The Spiral, auch 66 Hudson Boulevard, ist ein 66-stöckiger Wolkenkratzer in Manhattan in New York City, Vereinigte Staaten. Der Büroturm ist mit Stand 2024 das 15-höchste Gebäude der Stadt.

## Beschreibung

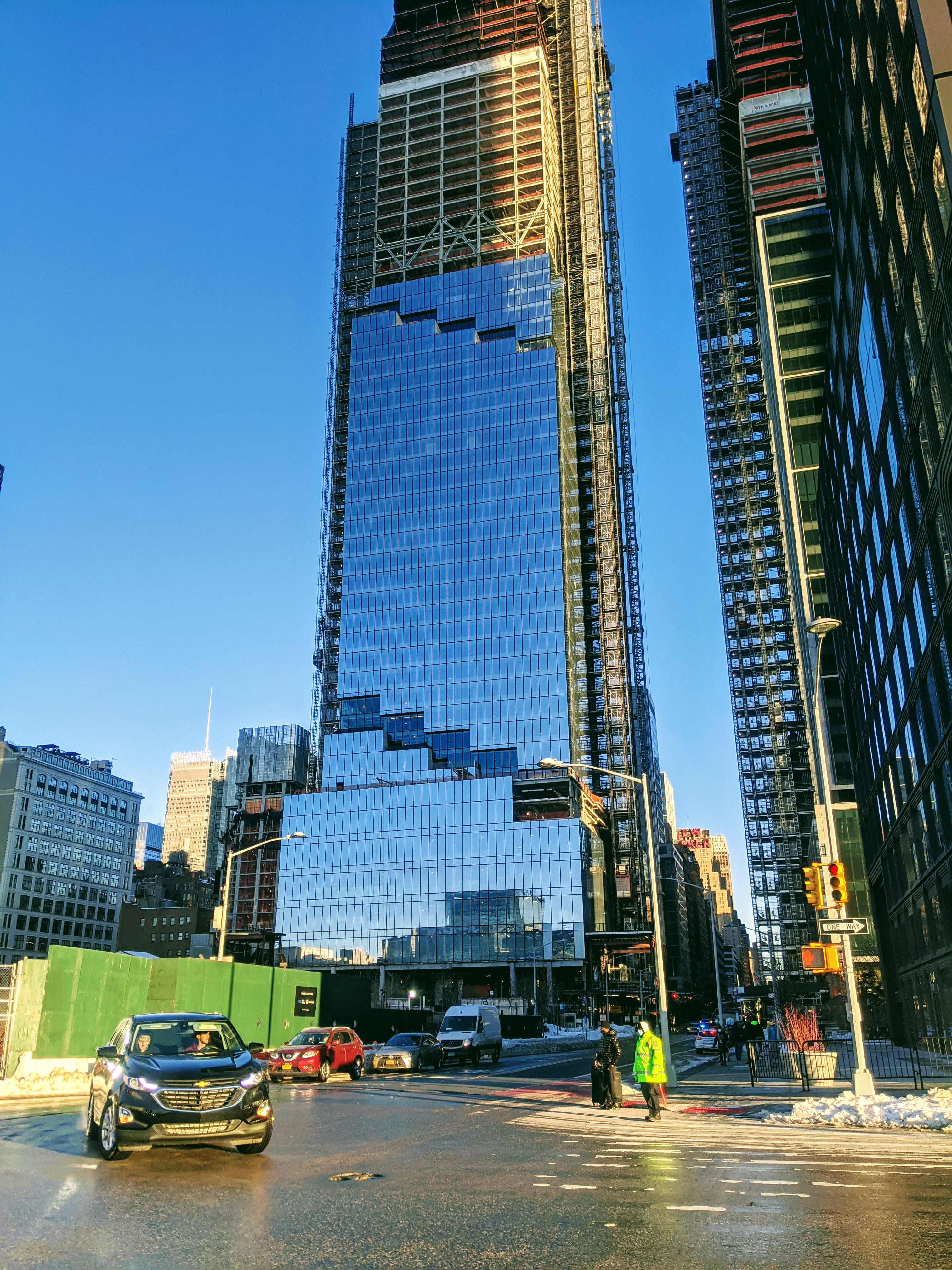
Baufortschritt im Februar 2021 …

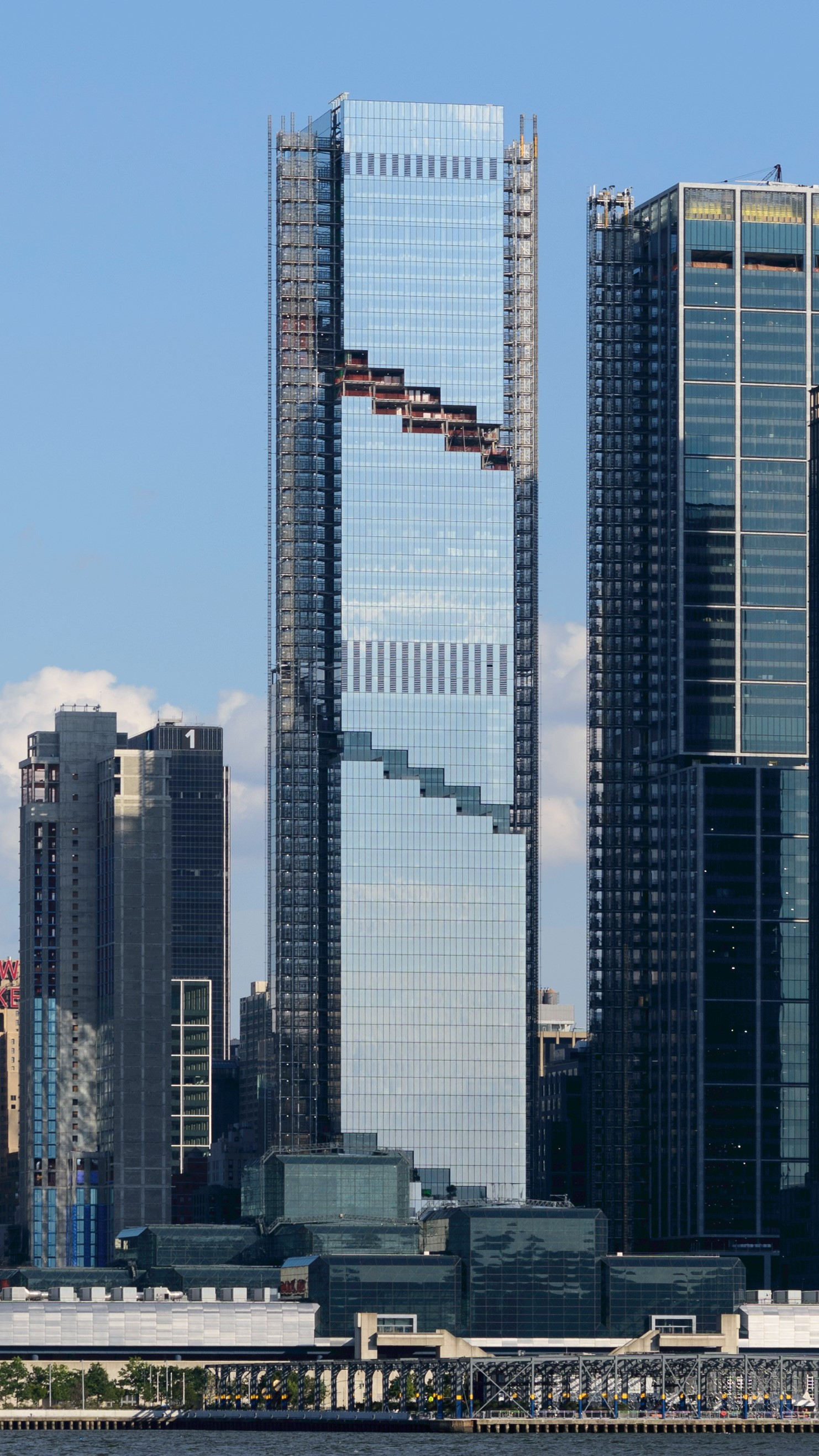
… und im September 2021

Der Wolkenkratzer befindet sich an der West 34th Street zwischen dem Hudson Boulevard und der Tenth Avenue im neu ausgewiesenen Viertel Hudson Yards im Stadtteil Hell’s Kitchen (Midtown West) in Midtown Manhattan. Südlich angrenzend liegt der neuerbaute Gebäudekomplex Hudson Yards mit dem direkten Nachbargebäude 50 Hudson Yards. Vor dem Gebäude befindet sich die Station 34 Street-Hudson Yards der New York City Subway, die von der Linie  bedient wird.
Im Jahr 2016 stellte das Immobilienunternehmen Tishman Speyer den Büroturm vor. Er wurde vom dänischen Architekturbüro Bjarke Ingels Group (BIG) entworfen und von 2018 bis 2022 unter der Leitung des Architekturbüros Adamson Associates (Architect of Record) erbaut. Die offizielle Eröffnung fand am 18. November 2022 statt. Die Baukosten des Projekts lagen knapp bei 3,7 Milliarden US-Dollar. Der Wolkenkratzer hat eine Höhe von 314,4 Meter (1031,5 Fuß), 66 Stockwerke und eine Nutzfläche von 264.800 m². Nach seiner Fertigstellung gesellte er sich zu anderen Projekten, die durch die Umwidmung des Areals um das Bahndepot West Side Yard möglich wurden, darunter die Gebäudekomplexe Hudson Yards, Manhattan West und den Wolkenkratzer 3 Hudson Boulevard. Ein besonderes Merkmal von The Spiral ist, dass nahezu jedes Stockwerk über Außengärten verfügt, die spiralförmig um das Gebäude herum verlaufen. Der Turm wurde 2014 ursprünglich als Hudson Spire mit einer Dachhöhe von 550 m und einer architektonischen Höhe von 610 m konzipiert.
Ende 2024 war der Büroturm vollständig vermietet. Zu den Mietern gehören unter anderem die Bank HSBC, die hier ihren US-Hauptsitz hat, das Pharmaunternehmen Pfizer, der Vermögensverwalter AllianceBernstein, die Kanzlei Debevoise & Plimpton, das Kapitalunternehmen TPG Capital, das Bauunternehmen Turner Construction, das Hedgefonds-Unternehmen Marshall Wace und das NewYork-Presbyterian Hospital. Ihnen steht ein Club in der 66. Etage mit einer Freiluftterrasse mit Blick auf die Stadt, Restaurants, Besprechungs- und Veranstaltungsräume sowie im 23. und 24. Stockwerk Coworking-Bereiche zur Verfügung. Das Spiral hat in der Nachhaltigkeit eine LEED-Gold-Zertifizierung erhalten.